# Svullrya
Svullrya is een plaats in de Noorse gemeente Grue in fylke Innlandet. Het dorp ligt midden in Finnskogen aan het riviertje de Rotna. De kerk in Svullrya dateert uit 1886 en wordt beschermd als monument. In het dorp vindt jaarlijks een Finskogenfestival plaats dat gewijd is aan de cultuur van de Bosfinnen.